# Liste des résolutions du Conseil de sécurité des Nations unies adoptées en 1970
Les résolutions du Conseil de sécurité des Nations unies sont les décisions qui sont votées par le Conseil de sécurité des Nations unies.
Une telle résolution est acceptée si au moins neuf des quinze membres (depuis le 17 décembre 1963, 11 membres avant cette date) votent en sa faveur et si aucun des membres permanents qui sont la Chine, les États-Unis, la France, le Royaume-Uni et l'Union soviétique (la Russie depuis 1991) n'émet de vote contre (qui est désigné couramment comme un veto).

## Résolutions 276 à 291
- Résolution 276 : la situation en Namibie (adoptée le 30 janvier 1970).
- Résolution 277 : question concernant la situation en Rhodésie du Sud (adoptée le 15 mars 1970).
- Résolution 278 : la question de Bahreïn (adoptée le 11 mai 1970).
- Résolution 279 : la situation au Moyen-Orient (adoptée le 12 mai 1970).
- Résolution 280 : la situation au Moyen-Orient (adoptée le 19 mai 1970).
- Résolution 281 : la question de Chypre (adoptée le 9 juin 1970).
- Résolution 282 : question relative à la politique d'Apartheid du Gouvernement de la République sud-africaine (adoptée le 11 mai 1970).
- Résolution 283 : la situation en Namibie (adoptée le 29 mai 1970).
- Résolution 284 : la situation en Namibie (adoptée le 29 mai 1970).
- Résolution 285 : sur le retrait des forces armées israéliennes (adoptée le 5 septembre 1970).
- Résolution 286 : la question des détournements d'aéronefs commerciaux (adoptée le 9 septembre 1970).
- Résolution 287 : admission de nouveaux membres : Fidji (adoptée le 10 octobre 1970 lors de la 1554e séance).
- Résolution 288 : question concernant la situation en Rhodésie du Sud (adoptée le 17 novembre 1970).
- Résolution 289 : plainte de la Guinée (adoptée le 23 novembre 1970).
- Résolution 290 : plainte de la Guinée (adoptée le 8 décembre 1970).
- Résolution 291 : la question de Chypre (adoptée le 10 décembre 1970).